# Nicosia
Nicosia (scn Nicusìa) – miejscowość i gmina we Włoszech, w regionie Sycylia, w prowincji Enna.
Według danych na rok 2004 gminę zamieszkiwały 14 824 osoby, 68,3 os./km².

## Galeria

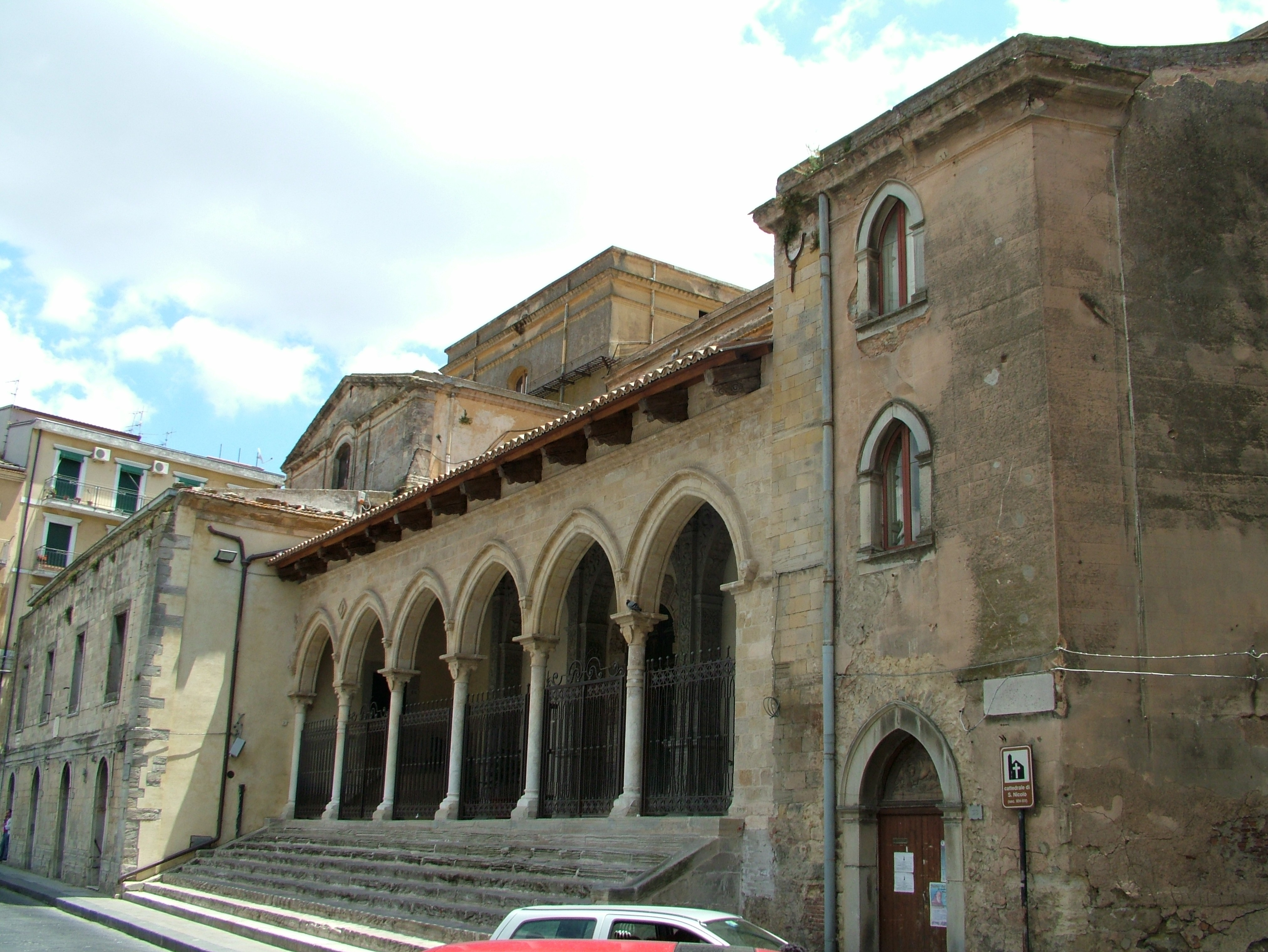
Katedra
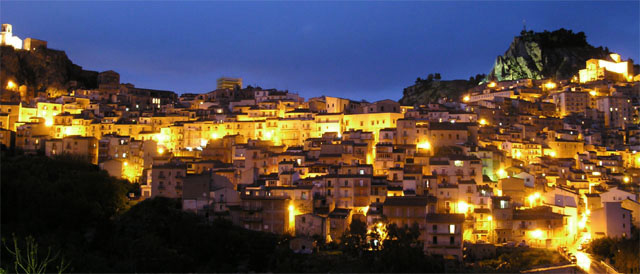
Nocna panorama miasta
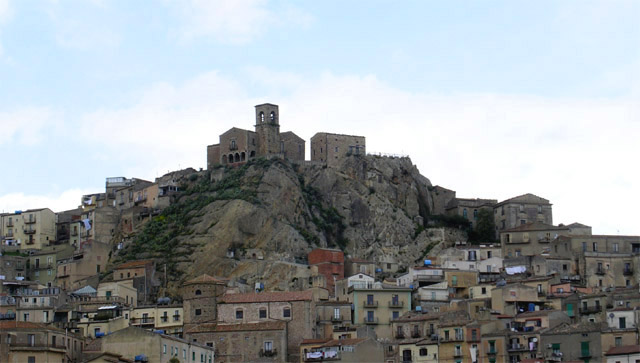
Kościół św. Salwatora